# Мирогощанська сільська територіальна громада
Мирогощанська сільська територіальна громада — територіальна громада України, в Дубенському районі Рівненської області. Адміністративний центр — село Мирогоща Перша.
Площа громади — 114,59 км², населення — 6985 мешканців (2018).
Утворена 6 травня 2016 року шляхом об'єднання Княгининської і Мирогощанської сільських рад Дубенського району.
19 липня 2020 року, в результаті адміністративно-територіальної реформи та ліквідації  Дубенського (1939—2020) району, громада увійшла до складу новоутвореного Дубенського району.

## Населені пункти
До складу громади входять 14 сіл:
- Білоберіжжя
- Боцянівка
- Заруддя
- Княгинин
- Костянець
- Листвин
- Липа
- Мирогоща Друга
- Мирогоща Перша
- Мокре
- Молодіжне
- Нараїв
- Острів
- Травневе